# Эрби, Вальтер
Вальтер Эрби (итал. Walter Erbì; род. 8 января 1968, Турин, Италия) — итальянский прелат и ватиканский дипломат. Титулярный архиепископ Непи с 16 июля 2022. Апостольский нунций в Либерии с 16 июля 2022. Апостольский нунций в Сьерра-Леоне с 20 июля 2022. Апостольский нунций в Гамбии с 30 ноября 2022.

## Биография
Вальтер Эрби родился 8 января 1968 года в Турине, Италия. Он был рукоположен в священники 10 мая 1992 года, инкардинирован в епархию Иглесиас.
Эрби получил высшее образование в области канонического права.
Эрби поступил на дипломатическую службу Святого Престола 1 июля 2001 года и служил в Апостольской нунциатуре на Филиппинах, в Секции общих дел Государственного секретариата и в папских представительствах в Италии, Соединённых Штатах Америки и в Турция.
Эрби знает испанский, английский и французский языки.
16 июля 2022 года Папа Франциск назначил монсеньора Вальтера Эрби титулярным архиепископом Непи и апостольским нунцием в Либерии.
20 июля 2022 года Папа Франциск назначил архиепископа Вальтера Эрби апостольским нунцием в Сьерра-Леоне.
3 сентября 2022 года он был рукоположен в сан архиепископа.
30 ноября 2022 года Папа Франциск назначил архиепископа Вальтера Эрби апостольским нунцием в Гамбии.